# The Drug in Me Is You
The Drug in Me Is You é o álbum de estréia da banda Americana de post-hardcore Falling in Reverse. A produção do álbum ocorreu após a saída do vocalista Ronnie Radke do Escape the Fate em 2008. A gravação ocorreu em dezembro de 2010 e fevereiro de 2011, em Paint it Black Studios em Orlando, Florida. Michael Baskette, que trabalhou com Radke com Escape the Fate em Dying Is Your Latest Fashion, voltou como produtor executivo do álbum. The Drug In Me Is You foi lançado em 25 de julho de 2011, na Europa e no Japão, e em 26 de julho de 2011, nos Estados Unidos.
O álbum alcançou o número 19 na Billboard 200, vendendo 18,000 cópias em sua primeira semana nos Estados Unidos. Ele também foi internacionalmente traçado nas paradas nacionais na Austrália, Canadá e Reino Unido. Após a liberação, The Drug In Me Is You recebeu críticas mistas. Os críticos destacaram o peso do post-hardcore/metalcore contrastando com as melodias pop. No geral, as letras foram vistas como clichê. Além disso, os críticos voltados para o relacionamento amargo entre Radke e sua antiga banda, Escape the Fate, atacaram a banda em muitas das faixas do álbum. The Drug in Me Is You ficou no numero 21, dos 50 melhores álbuns de 2011 segundo a revista Guitar World.

## Faixas
Todas as faixas foram escritas e compostas por Ronnie Radke. Tiveram outras participações exceto as faixas onde indicado: Michael 'Elvis' Baskette e David Holdredge.
| The Drug In Me Is You |                                                                                  |         |  |
| N.º                   | Título                                                                           | Duração |  |
| 1.                    | "Raised by Wolves" (Radke, Baskette, Holdredge, Bryan Ross)                      | 3:25    |  |
| 2.                    | "Tragic Magic"                                                                   | 4:06    |  |
| 3.                    | "The Drug in Me Is You"                                                          | 3:39    |  |
| 4.                    | "I'm Not a Vampire"                                                              | 3:52    |  |
| 5.                    | "Good Girls, Bad Guys"                                                           | 3:15    |  |
| 6.                    | "Pick Up the Phone"                                                              | 4:38    |  |
| 7.                    | "Don't Mess with Ouija Boards" (Radke, Baskette, Holdredge, Ross, Omar Espinoza) | 4:56    |  |
| 8.                    | "Sink or Swim"                                                                   | 4:45    |  |
| 9.                    | "Caught Like a Fly"                                                              | 4:37    |  |
| 10.                   | "Goodbye Graceful" (Radke, Baskette, Holdredge, Espinoza)                        | 4:48    |  |
| 11.                   | "The Westerner"                                                                  | 3:52    |  |
| Duração total:        | Duração total:                                                                   | 45:49   |  |

## Créditos
- Ronnie Radke - vocal, sintetizador, composição geral
- Jacky Vincent - guitarra solo, vocal de apoio
- Derek Jones - guitarra, vocal de apoio
- Ryan Seaman - bateria
- Nason Schoeffler - baixo, vocal de apoio

## Posições nas paradas
| País/Parada(2011)         | Melhor Posição |
| ------------------------- | -------------- |
| ARIA Charts               | 21             |
| Canadian Albums Chart     | 60             |
| UK Albums Chart           | 125            |
| UK Top 40 Rock Albums     | 4              |
| UK Top 40 Indie Albums    | 17             |
| US Billboard 200          | 19             |
| US Top Alternative Albums | 3              |
| US Top Digital Albums     | 12             |
| US Top Hard Rock Albums   | 2              |
| US Top Independent Albums | 4              |
| US Top Rock Albums        | 3              |

## Histórico de lançamento
| Região        | Data                | Gravadora       | Formato              | Catalogo   | Ref   |
| ------------- | ------------------- | --------------- | -------------------- | ---------- | ----- |
| Europa        | 25 de julho de 2011 | Epitaph Records | CD, Download digital | B00564WML0 | [ 3 ] |
| Japão         | 25 de julho de 2011 | Epitaph Records | CD, Download digital | 271472     | [ 4 ] |
| United States | 26 de julho de 2011 | Epitaph Records | CD, Download digital | 87147      |       |